# 円盤ライダー
円盤ライダー（えんばんライダー）は、日本の演劇パフォーマンスユニット。
代表（初代ライダー）を務める俳優の渡部将之が、「役者がいる所が舞台だ！」をモットーに2006年に旗揚げした。バーやギャラリーといった毎回の公演会場となる空間を舞台にオリジナル作品を創作・上演している。
主な活動拠点は東京だが、2008年以降は大阪、名古屋でも公演を行っている。2009年からは様々な脚本、演出家と組むプロデュースを行い、劇場以外での観客動員が約1000名に達するプロデュースを継続している。
2017年からダイヤモンド・プリンセス号が日本国内に入港するたびに船内で公演を行っていたが、2020年に船内で新型コロナウイルスの集団感染が発生したため全て中止となった
。
渡部の地元・愛知県にて(株)東山遊園と星が丘フリンジを設立し、名古屋での文化活動も行っている。コロナ禍で車から演劇を観る新しい観劇スタイル【ドライブインステージ】を発案。『中日新聞』一面トップを飾る（2020年10月19日夕刊）。
2020年東京パラリンピック閉会式に代表の渡部と団員の賢茂エイジがパフォーマーとして出演。

## 公演舞台
- 円盤ライダーvol.1「SHAKEな夜」作・演出　菅野臣太朗（2006/10/22〜11/5）
- 円盤ライダーvol.2「センチな春」作・演出 菅野臣太朗
- 円盤ライダーvol.3「仕込んでいこう！」作・演出 菅野臣太朗
- 円盤ライダーvol.4「MERRYなヤロー」作・演出 菅野臣太朗
- 円盤ライダーvol.5「おかしな2人？」作・演出 菅野臣太朗
- 円盤ライダーvol.6 「ハートのレシピ♪」東京公演・大阪公演
- 円盤ライダーvol.5-2 「おかしな2人？」名古屋公演
- 円盤ライダーvol.7 「SHAKEな夜！」再演
- 円盤ライダーvol.8「こじゃれたはるいちばん」作・演出 菅野臣太朗
- 円盤ライダーvol.9「time」
- 円盤ライダーvol.10「w氏の帰れない夜」脚本・演出：西田シャトナー
- 円盤ライダーvol.11「東京バーグ」脚本・演出：御笠ノ忠次
- 円盤ライダーvol.12「東京バーグ2」脚本・演出：御笠ノ忠次（2011/2/10〜2/28）
- 円盤ライダーvol.13「SHERWOOD!!」脚本・演出：御笠ノ忠次
- 円盤ライダーvol.14「仕込んでいこう〜新宿編〜」脚本：菅野臣太朗、演出：キタムラトシヒロ
- 円盤ライダーvol.15「ステキなチェックメイト」脚本・演出：菅野臣太朗（2012/6/14〜7/3）
- 「オフ・ザ・レコード」脚本・演出三浦香（2012/9/26〜30）円盤ライダーとファンカスキャンパース007との共同プロデュース
- 円盤ライダーvol.16「メリーなヤロー☆2012」脚本・演出：菅野臣太朗（2012/12/10〜24）
- 円盤ライダーvol.17「ステキなタイミング」脚本・演出：菅野臣太朗（2013/6/14〜6/30）
- 円盤ライダーvol.18「ステキなハプニング」脚本・演出：菅野臣太朗（2014/6/14〜6/30）
- 円盤ライダーvol.19「SHAKEな夜！星ヶ丘バージョン・中野バージョン」脚本・演出：菅野臣太朗（2014/10/1〜10/5）愛知県星ヶ丘NACOラウンジ HOGARAKA　（2014/12/25〜28）中野ダーツバーCLOVER
- 円盤ライダーvol.20「サツキノジジョウ」脚本・演出：菅野臣太朗（2015/5/13〜5/31）明大前WIRED CAFE
- 円盤ライダーvol.21「今宵はTURKEY」脚本・演出：菅野臣太朗（2015/10/20〜10/25）星ヶ丘ボウル
- 円盤ライダーvol.22「ノーキディング」脚本・演出谷口健太郎(2015/12/14〜30)鶯谷シャーウッド
- 円盤ライダーvol.23「66-ロクロク-」代々木・人形町バージョン　脚本・演出菅野臣太朗(2016/5/16〜5/31)山野美容専門学校マイタワー27階　人形町
- 円盤ライダーRPGvol.1「爆弾紳士の挑戦状」脚本・演出渡部将之(2016/06〜ロングラン公演)池袋円盤アジト
- 円盤ライダーvol.24「センチな秋。」脚本菅野臣太朗　演出渡部将之(2016/9/20〜10/2)星が丘テラス特設会場　星が丘フリンジ参加作品
- 円盤ライダーvol.23-2「66-ロクロク-」渋谷シダックスバージョン　脚本・演出菅野臣太朗(2016/10/8〜10/10)シダックスカルチャービレッジ6階　渋谷総合文化祭参加作品
- 円盤ライダーRPGvol.2「爆弾紳士の卒業試験」脚本・演出渡部将之(2016/11/19〜ロングラン公演)池袋円盤アジト
- 円盤ライダーvol.25

10周年記念公演「ジュラシックな夜」
脚本・演出村井雄(2016/12/20〜25,2017/1/10～15)
山野美容専門学校マイタワー27階
- 円盤ライダーvol.26

「僕の見た野茂英雄はテレビの中／ノーモアヒーローズ」
脚本・演出村井雄(2017/6/15～30)
シダックス浅草雷門クラブ
- 円盤ライダーRPGvol.3「爆弾紳士の指名手配」脚本・演出渡部将之(2017/07〜ロングラン公演)池袋円盤アジト
- 円盤ライダーvol.27「66-ロクロク-星が丘編」　脚本菅野臣太朗演出渡部将之(2017/10/13〜22)
- 円盤ライダーRPGvol.4「爆弾紳士の予告状～豪華客船を救え～」脚本・演出渡部将之(2017/11〜ロングラン公演)ダイヤモンドプリンセス号
- 円盤ライダーvol.28「劇場版爆弾紳士」脚本・演出村井雄(2018/02/21〜03/12)山野美容専門学校マイタワー27階
- 円盤ライダーvol.29「66-2 ロクロク2」　脚本・演出菅野臣太朗(2018/7/27～8/6)
- 円盤ライダーvol.30「66-2 ロクロク2-星が丘編」　脚本菅野臣太朗演出渡部将之(2018/11/16〜25)
- 円盤ライダーvol.31「かんむり」　脚本菅野臣太朗演出渡部将之(2019/5/23〜6/5)
- 円盤ライダー外伝「Tip」企画石坂勇作・演出村井雄(2019/08/23〜30)山野美容専門学校マイタワー27階
- 円盤ライダーvol.32「かんむり 星が丘編」　脚本菅野臣太朗演出渡部将之(2020/1/31/～2/2)
- 円盤ライダーvol.33「ブレメン」　脚本榎原伊知良演出渡部将之(2019/11/15～25)
- 円盤ライダーvol.34「ざ☆ロードショー」　脚本・演出：ばんたくや(2020/10/23～11/5)車から演劇を観るドライブインステージの１作品目
- 円盤ライダーvol.35「15 Fifteen」　脚本・演出：ばんたくや 15周年記念舞台　アトリエファンファーレ東池袋(2021/10/25～31)
- 円盤ライダーvol.36「15 Fifteen 星が丘編」　脚本・演出：ばんたくや 星が丘フリンジ特設会場(2021/12/1～9)
- 円盤ライダーRPGvol.5「へっぽこ探偵in虹の郷〜ロムニー鉄道を救え！〜」　脚本・演出：渡部将之 修善寺温泉虹の郷(2022/4/29～5/5)
- 円盤ライダーvol.37「ライダース・バラッド 〜関戸哲也短編集〜」　脚本関戸哲也 演出 渡部将之 赤坂π東京(2022/12/13～22)

## 俳優
（※は劇団員ではなく、マネージメント契約のみ）
- 代表渡部将之
- 賢茂エイジ
- 森田和正